# Paznicul de la Chailly (pictură de Nicolae Grigorescu)
Acest articol dezvoltă secțiunea Opera a articolului principal Nicolae Grigorescu.
Paznicul de la Chailly este o pictură realizată de pictorul român Nicolae Grigorescu în anul 1867. Lucrarea aparține Muzeului Național de Artă al României, nu a fost datată de către artist, dar a fost semnată în partea stânga jos a ei. Acest tablou a figurat la Expoziția Universală de la Paris din 1867 sub titlul  Chasseur dans les bois . Există două picturi de acest fel, unul dintre ele este expus astăzi la Muzeul Zambaccian.

## Descrierea lucrării

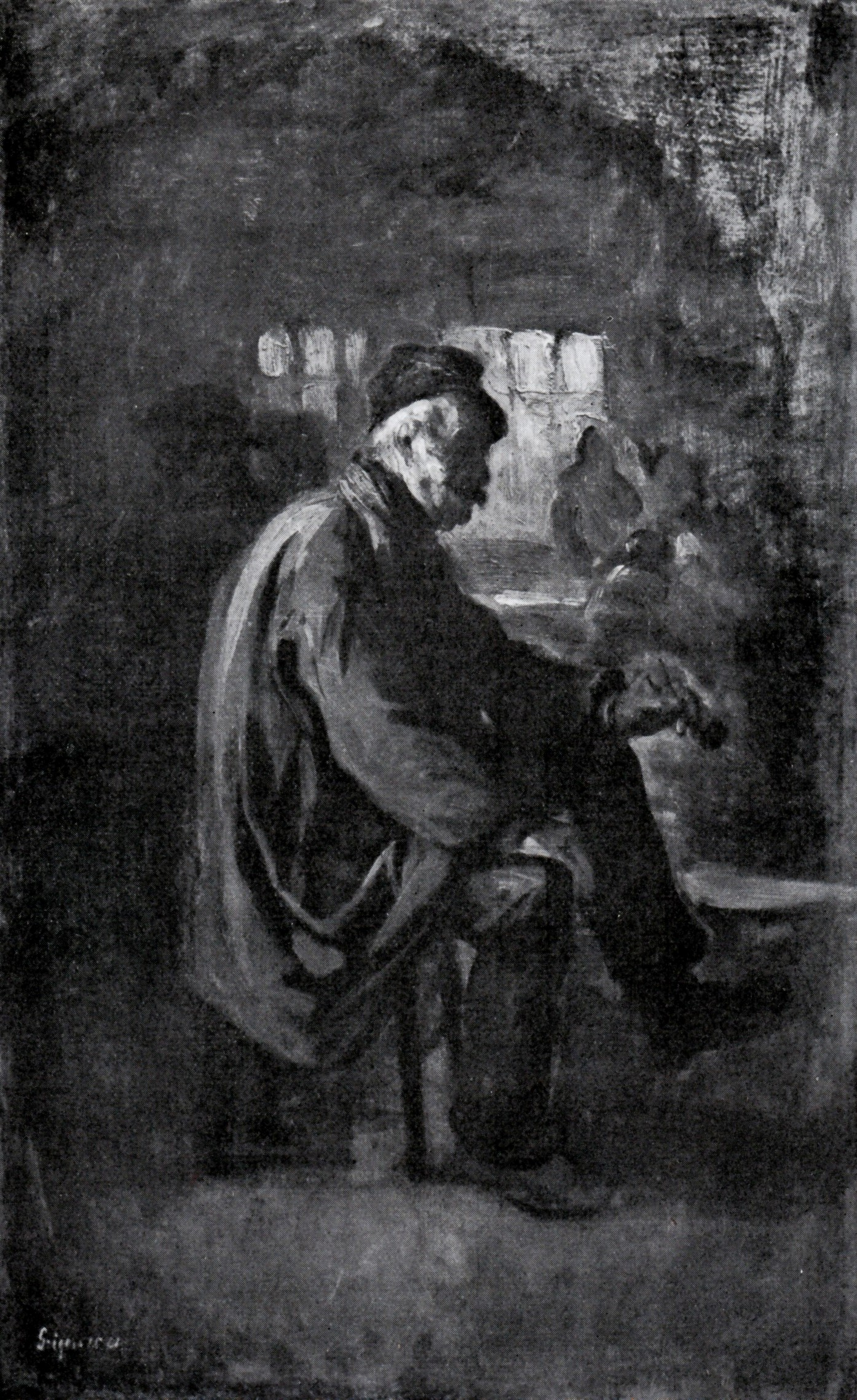
Paznicul de la Chailly (~1867) - foto a/n

Acest tablou a figurat la Expoziția Universală de la Paris din 1867 sub titlul Chasseur dans les bois. Prezent la expoziția Societății Amicilor Bellelor Arte din 1873, tabloul a fost cumpărat de Stat și a intrat în Pinacotecă sub titlul de La Chailly. Paznicul este reprezentat sub trăsăturile unui bărbat în vârstă, cu favoriți, caschetă de vânătoare, îmbrăcat cu o bluză de mătase și încins cu diagonală. Expresia denotă preocupările de pătrundere fizionomică ale pictorului. Există astăzi două picturi de acest fel, unul la Muzeul Național de Artă al României și altul în colecția lui Krikor Zambaccian de la Muzeul Zambbacian din București, muzeul ce face parte integrantă din primul. La cel de al doilea, pe verso există o însemnare (autentificare), „Pădurarul” pictură în ulei pe pânză autentică de N.Grigorescu / J.Al.Steriadi/ 26 II (1)945.
Paznicul de la Chailly  are toate calitățile pe care le oferă Autoportretul făcut în anul 1868. În plus de toate acestea, portretul pare că a fost făcut ca pentru trecerea unui examen pe care artistul și l-a autoimpus, totul pentru a putea vedea până unde poate ajunge. Modelul este foarte serios și totul în această imagine este construit și executat admirabil, așa cum numai Grigorescu putea în acele vremuri. Fiecare element al compoziției: mâinile, fața sau costumul au devenit părți ale unei atitudini de bravură. Portretul lui Năsturel Herescu a fost pictat câțiva ani mai târziu și cu toate că este mai măreț și mai impunător, el este mai prejos ca execuție.
La Muzeul Național de Artă al României mai există un tablou în care a fost folosit același model. Acesta nu mai este un portret, modelul nu mai pozează, ci apare în mod natural, cu infirmitățile vârstei înaintate. Se poate vedea oboseala unei vieți care se apropie de final. Cutele adânci care rețin umbrele dure ale feței, spatele adus, cu pielea zbârcită și ofilită a unui om bătrân, precum și mâinile care se odihnesc pe genunchi, au fost remarcabil realizate.
Paznicul de la Chailly a figurat ca exponat la Expoziția Societății Amicilor Belelor-Arte din România din anul 1873.